# Batalla de Roliça
La batalla de Roliça fou una de les batalles de la guerra del Francès.

## Antecedents
El Cos d'Observació de la Gironda, després de creuar Espanya, va entrar a Portugal el 17 de novembre de 1807, acompanyat de tres divisions espanyoles i el dia 30 Jean-Andoche Junot va entrar a Lisboa amb uns 1.500 homes esgotats de la marxa mentre el gruix de l'exèrcit va arribar els dies següents. No hi va haver resistència a la invasió però la família reial va refugiar-se a Brasil.
El descontentament creixia dia a dia i, quan va esclatar la revolta a Espanya el 2 de maig de 1808, la posició de Junot es va tornar difícil de sostenir, ja que a les tropes espanyoles que l'havien acompanyat simpatitzaven amb la revolta. Les revoltes van sorgir a Portugal el juny i el juliol de 1808 i van portar a la decisió d'enviar un contingent britànic. Mesos després d'ocupar Portugal, Napoleó va emprendre la conquesta i el control d'Espanya. Va trobar molta resistència, però desorganitzada fins i tot quan era efectiva. A finals de juliol, els espanyols havien enfrontat amb els francesos una dotzena de vegades, guanyant, o almenys sense perdre, en set d'aquests encontres. La seva victòria més espectacular va ser al sud d'Espanya el 23 de juliol de 1808, quan el general Castaños va envoltar i va obligar a 18.000 francesos sota el general Dupont a rendir-se a la batalla de Bailèn. El 30 de juliol de 1808, el general de divisió francès Louis Henri Loison va massacrar la població a Évora.
Coordinat amb la Junta Provisional del Govern del Regne Suprem, que s'havia format a Porto, el vescomte de Castlereagh va enviar a Arthur Wellesley de Wellington, comandant provisional de les forces britàniques a Portugal, desembarcant a Lavos, al sud de Figueira da Foz entre l'1 i el 5 d'agost, esperant els reforços de John Moore des de Suècia i de Hew Whitefoord Dalrymple des de Gibraltar, qui hauria de prendre el comandament de totes les forces. Mentre no cedia el relleu del comandament, Wellington va prendre la iniciativa, amb idea de dirigir-se a Lisboa seguint a les tropes de Henri François Delaborde, que havien estat enviades per Junot per frenar als anglesos mentre ell arribava amb el seu exèrcit, més nombrós, per enfrontar-se als aliats.

## Batalla

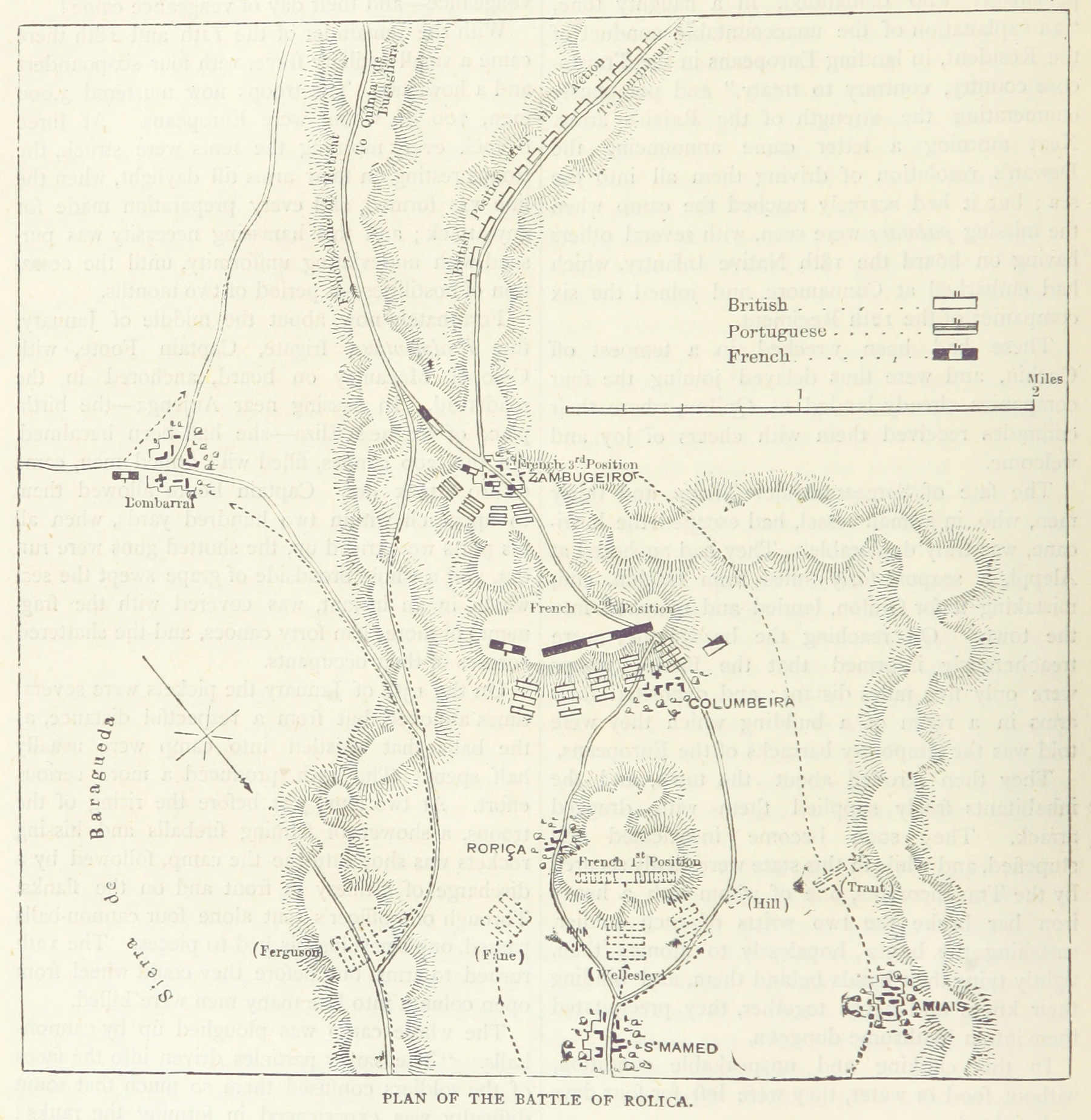
Mapa de la batalla

Wellesley va arribar a Óbidos el 16 d'agost i es va traslladar l'endemà cap a Roliça. Al començament de la batalla, Delaborde va ocupar una posició al nord-nord-oest de Roliça. Wellesley va intentar maniobrar les seves forces cap a un doble embolcall, movent-se cap a cada flanc de la posició francesa ja que l'exèrcit anglo-portuguès superava les forces franceses per més de 3 a 1. Va enviar Trant a l'oest, i una força més important a Fergusson i Bowes amb sis canons cap a l'est, mentre que distreia els francesos amb una mostra de força i soroll al centre. Wellesley va provar la maniobra dos cops a partir de les nou del matí, però els francesos s'escapolien cada vegada. La posició final francesa es trobava al sud i l'est del poble al capdamunt d'un turó escarpat.
El coronel Lake del 29è Regiment d'infanteria al centre va cometre l'error de ficar-se a un barranc prop de la posició francesa arribant al darrere de Delaborde, costanr la vida a Lake i la majoria dels homes del regiment provocant un atac general de socors per part dels britànics. La lluita va ser dura i costa amunt, amb Delaborde esperant el suport per arribar de Loison. Va rebutjar tres assalts per part dels britànics fins a gairebé les quatre de la tarda. En aquest moment, Wellesley va assolir posicions a la part superior del turó i Ferguson va arribar sobre els turons cap a l'est.
Delaborde va començar a retirar-se de bon ordre amb ajuda efectiva de la seva cavalleria fins que la disciplina del seu exèrcit es va trencar i el seu exèrcit va córrer. Sense la cavalleria britànica per pressionar la persecució, es van retirar amb èxit a Montachique prop de Torres Vedras.

## Conseqüències
L'endemà, Wellesley va saber que 4.000 britànics havien arribat d'Anglaterra i a la costa. Va marxar amb els seus homes per cobrir el seu desembarcament en lloc de seguir a Delaborde. Quatre dies després serien atacats de nou i es produiria la batalla de Vimeiro, i la resultant Convenció de Sintra signada per Hew Whitefoord Dalrymple, el relleu de Wellesley, estipulava que l'exèrcit britànic transportaria el francès fora de Lisboa.